# اوپاتووکو
اوپاتووکو (به لهستانی:  Opatówko) یک روستا در لهستان است که در گمینا نکلا واقع شده‌است.